# Srđan Mrkušić
Srđan Mrkušić (Podgora, Osztrák–Magyar Monarchia, 1915. május 26. – Belgrád, 2007. október 30.) szerb-horvát labdarúgókapus.
A jugoszláv válogatott tagjaként részt vett az 1950-es labdarúgó-világbajnokságon.